# 15-idrossiprostaglandina-D deidrogenasi (NADP+)
La 15-idrossiprostaglandina-D deidrogenasi (NADP+) è un enzima appartenente alla classe delle ossidoreduttasi, che catalizza la seguente reazione:
(5Z,13E)-(15S)-9α,15-diidrossi-11-ossoprosta-5,13-dienoato + NADP+ ⇄ (5Z,13E)-9α-idrossi-11,15-diossoprosta-5,13-dienoato + NADPH + H+
L'enzima è specifico per le prostaglandine D.